# 三渡洲アデミール
三渡洲 アデミール（さんとす アデミール、Ademir Santos、1968年3月28日 - ）は、ブラジル出身の元サッカー選手、サッカー指導者。1995年に日本へ帰化した。帰化前の名前はアデミール・サントス。長男は元プロサッカー選手で現在はモデルの三渡洲舞人。

## 来歴
三人兄弟の末っ子としてバイーア州に生まれ、サンパウロで育つ。12、13歳ごろからCAジュベントスに所属。ジュベントスではブラジルに留学して間もないころの三浦知良と友人になり、彼の父・納谷宣雄の仲介によって1985年5月に日本の東海大一高に編入した。
1985年度の第64回全国高等学校サッカー選手権大会は静岡県予選の決勝で敗退。2年生になる前には日産自動車サッカー部から誘いを受けたが、引き続き東海大一高でのプレーを選ぶ。1986年度は第65回全国高等学校サッカー選手権大会で東海大一高を初出場・初優勝に導き、5ゴールをあげたサントスは得点王に輝いた。国見高校との決勝戦での先制点ともなった、右にカーブを描きながら落ちるフリーキックは「バナナシュート」として大きくメディアに取り上げられ、彼を扱った単行本も出版されたほどだった。
留学生のため、実際には他の生徒より年齢が1つ上という理由により、年齢制限により東海大一高サッカー部でのプレーは2年生が最後になり、3年生時は高校に通いながら日本サッカーリーグ(JSL)のヤマハ発動機サッカー部でプレーをはじめた。ヤマハがJSL初優勝を遂げた1987-88シーズンはリーグ戦12試合に出場した。ヤマハでの通算成績はJSL1部30試合出場2ゴール5アシスト。
Jリーグ発足に合わせて1992年に清水エスパルスに移籍。当初はJリーグ初年度から日本国籍でプレーできる見通しだったが、クラブの不注意によってブラジルへの一時帰国の際に日本居住期間がリセットされてしまい、1995年にようやく日本に帰化。名前を「三渡洲アデミール」に改めた。帰化の遅れにより、清水では海外で実績のある選手たちと外国籍選手枠を争うことになり、そのための過度な練習が度重なる怪我につながったと三渡洲は振り返る。1996年のJリーグ第2節でまた負傷し、同シーズン限りで清水を退団。清水での通算成績はJリーグ11試合出場2ゴール。
ブラジルでの手術を経て、1997年にはヴェルディ川崎のテストに参加した。テストの評価は上々だったが、再び足の状態が悪化し、契約を見送られる。「もうあれ以上はリハビリを続ける事はできなかった。僕には生活もあるし家族もいるから、仕事しないと。一人だったらまだあと半年はリハビリ続けてたと思うけど」と引退を決意する。
引退後はブラジル人の友人が経営するレストランで飲食業を学び、1997年 から2005年 まで静岡市内にレストラン「バナナシュート」を開いていた。2006年に新たに発足した人材派遣会社イカイのサッカー部監督に就任した。

## 所属クラブ
- 1982年-1985年  CAジュベントス
- 1985年-1986年  東海大一高
- 1987年-1991年  ヤマハ発動機
- 1992年-1996年  清水エスパルス

## 個人成績
| 国内大会個人成績 | 国内大会個人成績 | 国内大会個人成績 | 国内大会個人成績 | 国内大会個人成績 | 国内大会個人成績 | 国内大会個人成績 | 国内大会個人成績 | 国内大会個人成績 | 国内大会個人成績 | 国内大会個人成績 | 国内大会個人成績 |
| 年度             | クラブ           | 背番号           | リーグ           | リーグ戦         | リーグ戦         | リーグ杯         | リーグ杯         | オープン杯       | オープン杯       | 期間通算         | 期間通算         |
| 年度             | クラブ           | 背番号           | リーグ           | 出場             | 得点             | 出場             | 得点             | 出場             | 得点             | 出場             | 得点             |
| 日本             | 日本             | 日本             | 日本             | リーグ戦         | リーグ戦         | JSL杯/ナビスコ杯 | JSL杯/ナビスコ杯 | 天皇杯           | 天皇杯           | 期間通算         | 期間通算         |
| ---------------- | ---------------- | ---------------- | ---------------- | ---------------- | ---------------- | ---------------- | ---------------- | ---------------- | ---------------- | ---------------- | ---------------- |
| 1987-88          | ヤマハ           | 29               | JSL1部           | 12               | 1                |                  |                  |                  |                  |                  |                  |
| 1988-89          | ヤマハ           | 29               | JSL1部           | 1                | 0                | 2                | 1                |                  |                  |                  |                  |
| 1989-90          | ヤマハ           | 29               | JSL1部           | 5                | 0                | 0                | 0                |                  |                  |                  |                  |
| 1990-91          | ヤマハ           | 11               | JSL1部           | 12               | 1                | 0                | 0                |                  |                  |                  |                  |
| 1992             | 清水             | -                | J                | -                | -                | 1                | 0                |                  |                  |                  |                  |
| 1993             | 清水             | -                | J                | 2                | 0                | 0                | 0                | 0                | 0                | 2                | 0                |
| 1994             | 清水             | -                | J                | 0                | 0                | 0                | 0                | 1                | 0                | 1                | 0                |
| 1995             | 清水             | -                | J                | 8                | 2                | -                | -                | 0                | 0                | 8                | 2                |
| 1996             | 清水             | -                | J                | 1                | 0                | 0                | 0                | 0                | 0                | 1                | 0                |
| 通算             | 日本             | 日本             | J1               | 11               | 2                | 1                | 0                |                  |                  |                  |                  |
| 通算             | 日本             | 日本             | JSL1部           | 30               | 2                |                  |                  |                  |                  |                  |                  |
| 総通算           | 総通算           | 総通算           | 総通算           | 41               | 4                |                  |                  |                  |                  |                  |                  |

・JSLオールスター戦　1回出場（1988年）
その他の公式戦
- 1990年
  - コニカカップ 3試合2得点